# Герб Австралії
Герб Австра́лії (англ. Commonwealth Coat of Arms є офіційний символ Австралійської держави (англ. Commonwealth of Australia — «Австралійська Співдружність»). Дозвіл використовування герба належаться тільки департаментам уряду Австралії і судам та трибуналам парламенту Австралії.
Сучасний вид герба був прийнятий 19 вересня 1912 року.

## Опис
Перший герб Австралійського Союзу був затверджений у 1908 році.
Другий герб Австралійському Союзу було надано королем Георгом V 19 вересня 1912 року. На відміну від першого він був складений так, щоб відображати особливості усіх провінцій Австралії. Прикметно, що для цього були використані не герби провінцій, а їхні бейджі (у цьому сучасний герб Австралії становить майже унікальний випадок для геральдики держав Світу). У 1935 році, коли провінція Південна Австралія отримала герб із зображенням сонця, що сходить, на нових флоринах, карбованих в Австралії зображення австралійської сороки у 4-му полі було замінене — на власне герб провінції; проте така зміна торкнулась виключно флоринів й інші приклади використання такого частково зміненого герба не відомі.
Сам герб, відповідно до складеного Геральдичною колегією (Colledge of Arms) блазону, можна описати так: Щит поділено (перетято та двічі розтято) на шість полів:
1. у сріблі, червоний хрест, обтяжений крокуючим левовим леопардом та чотирма восьмипроменевими зірками, всі золоті (бейдж Нового Південного Уельсу);
2. у синьому п'ять срібних зірок — одна восьми-, дві семи-, одна шести- та одна п'яти- променеві (разом утворюють сузір'я Південного Хреста) з Імперською короною у натуральних кольорах (бейдж Вікторії);
3. у сріблі синій Мальтійський хрест з Імперською короною посередині (бейдж Квінсленду);
4. у золоті австралійська сорока (Australian Piping Shrike) натуральних кольорів на переплетеній зеленим та червоним жердині (бейдж Південної Австралії);
5. у золоті чорний лебідь вліво (бейдж Західної Австралії);
6. у сріблі крокуючий червоний лев (бейдж Тасманії).

Усю композицію облямовано горностаєм (Bordure Ermine).
Навершя: бурелет, перевитий золотом та синім, із семипроменевою зіркою.
Щитотримачі: правий — кенгуру, лівий — ему, зображені у натуральних кольорах.
Додатково герб прикрашений вінком із золотого гілля австралійської акації, на якому знизу покладено розгорнутий свиток з написом «Австралія».